# Morti il 28 maggio
| Questa pagina contiene informazioni ricavate automaticamente dalle voci biografiche con l'ausilio del template Bio e di un bot. L'aggiornamento è periodico e automatico e ricostruisce completamente la pagina. Se manca una persona in questa lista, sei pregato di non aggiungerla, ma accertati piuttosto che la sua voce biografica contenga il template Bio e che i dati anagrafici siano correttamente compilati. Se il template Bio manca, inseriscilo tu stesso o, in alternativa, metti l'avviso {{tmp\|Bio}} che ne segnala la mancanza. Se i dati riportati sono sbagliati, correggi direttamente la voce biografica; le modifiche saranno visibili in questa lista entro pochi giorni. Per chiarimenti vedi il progetto biografie. La lista contiene solo le 464 persone che sono citate nell'enciclopedia e per le quali è stato implementato correttamente il template Bio. Pagina aggiornata al 5 ago 2025. |

## VI secolo(1)
- 576 - Germano di Parigi, vescovo e santo franco

## IX secolo(1)
- 812 - Guglielmo d'Aquitania, nobile

## XI secolo(3)
- 1023 - Wulfstan II, arcivescovo di York, vescovo e letterato inglese
- 1029 - Ermanno di Eename, conte
- 1089 - Lanfranco di Canterbury, teologo, filosofo e vescovo cattolico italiano

## XII secolo(3)
- 1126 - Olrico da Corte, arcivescovo cattolico italiano
- 1141 - Aimerico de la Chatre, cardinale francese
- 1172 - Vitale II Michiel, doge

## XIII secolo(3)
- 1205 - Ubaldesca Taccini, religiosa italiana (n. 1136)
- 1274 - Galeana Savioli Andalò, nobildonna italiana
- 1295 - Barnim II di Pomerania, nobile

## XIV secolo(2)
- 1365 - Roger de Pins (n. 1294)
- 1399 - Pedro Tenorio, arcivescovo cattolico spagnolo (n. 1328)

## XV secolo(5)
- 1427 - Erich I di Braunschweig-Grubenhagen, nobile tedesco
- 1427 - Enrico IV, conte di Holstein-Rendsburg, conte tedesco (n. 1397)
- 1429 - Giovanna Bentivoglio Malvezzi, nobildonna italiana
- 1451 - Ercolano da Piegaro, presbitero italiano (n. 1390)
- 1489 - Geronzio, scrittore e arcivescovo ortodosso russo

## XVI secolo(15)
- 1505 - Ascanio Maria Sforza, cardinale italiano (n. 1455)
- 1509 - Caterina Sforza, politica
- 1519 - Bernardo Bembo, umanista italiano (n. 1433)
- 1519 - Gaspare Sanseverino, condottiero e diplomatico italiano
- 1521 - Guglielmo di Croÿ, nobile (n. 1458)
- 1546 - Ottaviano de' Medici, italiano (n. 1484)
- 1552 - Marcello Crescenzi, cardinale e vescovo cattolico italiano
- 1556 - Saitō Dōsan, militare giapponese (n. 1494)
- 1557 - Thomas Stafford, nobile inglese (n. 1533)
- 1565 - Mikołaj Krzysztof Radziwiłł, nobile polacco (n. 1515)
- 1575 - Sofia Jagellona, principessa polacca (n. 1522)
- 1577 - Maria Bartolomea Bagnesi, religiosa italiana (n. 1514)
- 1588 - Francesco Bandini Piccolomini, arcivescovo cattolico italiano (n. 1505)
- 1598 - Filippo Guglielmo di Baviera, cardinale tedesco (n. 1576)
- 1599 - Maria di Nassau, nobildonna olandese (n. 1539)

## XVII secolo(15)
- 1606 - Ranuccio Tomassoni, italiano
- 1611 - Pietro Usimbardi, vescovo cattolico italiano (n. 1539)
- 1626 - Thomas Howard, I conte di Suffolk, nobile, politico e ammiraglio inglese (n. 1561)
- 1626 - Krispin Zelger, politico e condottiero svizzero (n. 1571)
- 1642 - Giovanni Battista Durazzo, doge (n. 1565)
- 1648 - William Percy, poeta e drammaturgo inglese (n. 1574)
- 1650 - Agnese d'Assia-Kassel, principessa (n. 1606)
- 1651 - Henry Grey, X conte di Kent, nobile e politico inglese (n. 1594)
- 1662 - Pierre Biard il Giovane, scultore e architetto francese (n. 1592)
- 1669 - Pompeo Frigimelica, pittore italiano (n. 1601)
- 1672 - Edward Montagu, I conte di Sandwich, nobile, ammiraglio e militare inglese (n. 1625)
- 1673 - Joan Blaeu, cartografo e editore olandese (n. 1596)
- 1675 - Filadelfo Mugnos, storico, genealogista e poeta italiano (n. 1607)
- 1682 - Gaston-Henri de Bourbon-Verneuil, abate francese (n. 1601)
- 1700 - Jan Six, politico, mecenate e collezionista d'arte olandese (n. 1618)

## XVIII secolo(19)
- 1709 - Federica di Sassonia-Gotha-Altenburg, principessa (n. 1675)
- 1711 - Joseph Andrault de Langeron, ammiraglio francese (n. 1649)
- 1739 - James Anderson, religioso scozzese (n. 1679)
- 1745 - Jonathan Richardson, pittore e collezionista d'arte inglese (n. 1667)
- 1747 - Luc de Clapiers de Vauvenargues, scrittore e saggista francese (n. 1715)
- 1748 - Ignaz Stern, pittore austriaco (n. 1679)
- 1749 - Pierre Subleyras, pittore francese (n. 1699)
- 1750 - Sakuramachi, imperatore giapponese (n. 1720)
- 1754 - Joseph Coulon de Villiers, militare francese (n. 1718)
- 1758 - Ernesto Augusto II di Sassonia-Weimar-Eisenach, duca (n. 1737)
- 1762 - Gustav Adolf von Gotter, diplomatico e collezionista d'arte tedesco (n. 1692)
- 1767 - Maria Giuseppa di Baviera (n. 1739)
- 1768 - Anna Petrovna Šeremeteva, nobildonna russa (n. 1744)
- 1778 - George Keith, X conte maresciallo, ufficiale e diplomatico scozzese (n. 1693)
- 1787 - Leopold Mozart, compositore e musicista tedesco (n. 1719)
- 1793 - Aleksander Michał Sapieha, nobile e politico polacco (n. 1730)
- 1796 - Gothards Frīdrihs Stenders, scrittore lettone (n. 1714)
- 1796 - Carolina di Stolberg-Gedern, nobildonna tedesca (n. 1732)
- 1797 - Anton Raaff, tenore tedesco (n. 1714)

## XIX secolo(53)
- 1802 - Louis Delgrès, militare, condottiero e politico francese (n. 1766)
- 1805 - Luigi Boccherini, compositore e violoncellista italiano (n. 1743)
- 1805 - Augusta di Sassonia-Gotha-Altenburg, nobile tedesca (n. 1752)
- 1806 - Olof af Acrel, chirurgo svedese (n. 1717)
- 1808 - Richard Hurd, vescovo anglicano e critico letterario britannico (n. 1720)
- 1810 - Cristiano Augusto di Schleswig-Holstein-Sonderburg-Augustenburg, principe danese (n. 1768)
- 1811 - Henry Dundas, I visconte Melville, giurista e politico scozzese (n. 1742)
- 1813 - Antonia del Liechtenstein, principessa austriaca (n. 1749)
- 1816 - Nikolaj Ivanovič Saltykov, generale, politico e nobile russo (n. 1736)
- 1817 - Louis-Mayeul Chaudon, monaco cristiano francese (n. 1737)
- 1817 - Luisa di Waldeck e Pyrmont, principessa tedesca (n. 1751)
- 1819 - George Grey, V conte di Stamford, nobile britannico (n. 1737)
- 1820 - Bernardo della Torre, teologo, patriota e vescovo cattolico italiano (n. 1746)
- 1828 - Anne Seymour Damer, scultrice inglese (n. 1748)
- 1831 - William Carnegie, VII conte di Northesk, ammiraglio scozzese (n. 1756)
- 1835 - Thomas Pakenham, II conte di Longford, nobile irlandese (n. 1774)
- 1836 - Henry Digby Beste, scrittore, nobile e religioso britannico (n. 1768)
- 1836 - Anton Fugger von Babenhausen, principe e politico tedesco (n. 1800)
- 1836 - Antonín Reicha, compositore ceco (n. 1770)
- 1839 - Robert Guillaume Dillon, generale francese (n. 1754)
- 1843 - Noah Webster, scrittore, editore e lessicografo statunitense (n. 1758)
- 1848 - Marco Fortini, presbitero e patriota italiano (n. 1784)
- 1849 - Giovanni Battista Bertini, vetraio e restauratore italiano (n. 1799)
- 1849 - Anne Brontë, scrittrice britannica (n. 1820)
- 1851 - Bernardino Fernández de Velasco y Benavides, politico e scrittore spagnolo (n. 1783)
- 1851 - Franz Katz, disegnatore, collezionista d'arte e miniaturista tedesco (n. 1782)
- 1852 - Eugène Burnouf, storico delle religioni e orientalista francese (n. 1801)
- 1852 - Franz Gundaker von Colloredo-Mansfeld, militare e nobile austriaco (n. 1802)
- 1858 - Jean François Mayor de Montricher, ingegnere svizzero (n. 1810)
- 1858 - Luigi Sampietri, pittore italiano (n. 1804)
- 1859 - Gustav Heinrich von Braun, generale e politico prussiano (n. 1775)
- 1859 - Angelo Melotto, presbitero e missionario italiano (n. 1828)
- 1860 - Enrico Eugenio Rechiedei, patriota italiano (n. 1833)
- 1860 - Enrico Uziel, patriota italiano (n. 1842)
- 1862 - Ippolito Fenaroli, imprenditore e politico italiano (n. 1798)
- 1864 - Jean Reboul, poeta francese (n. 1796)
- 1869 - Ernst Wilhelm Hengstenberg, teologo tedesco (n. 1802)
- 1869 - Louis Henri François de Luzy-Pelissac, politico e generale francese (n. 1797)
- 1871 - Felice Chiò, matematico e politico italiano (n. 1813)
- 1871 - Eugène Varlin, politico francese (n. 1839)
- 1872 - Sofia di Baviera, tedesca (n. 1805)
- 1875 - Augustus Hervey, politico britannico (n. 1837)
- 1875 - Luisa di Reuss-Greiz, principessa tedesca (n. 1822)
- 1876 - Adolph Northen, pittore tedesco (n. 1828)
- 1878 - William Chapman Hewitson, naturalista britannico (n. 1806)
- 1878 - John Russell, I conte di Russell, politico inglese (n. 1792)
- 1882 - Fortuné Henry, giornalista e scrittore francese (n. 1821)
- 1889 - Antonio Rusconi, avvocato, storico e archeologo italiano (n. 1829)
- 1893 - Tehaapapa II, regina (n. 1824)
- 1895 - Walter Quintin Gresham, politico e statistico statunitense (n. 1832)
- 1895 - Alexandre Martin, politico francese (n. 1815)
- 1897 - François-Louis Français, pittore francese (n. 1814)
- 1900 - Pietro Brambilla, politico e banchiere italiano (n. 1835)

## XX secolo(215)
- 1902 - Adolf Kussmaul, medico tedesco (n. 1822)
- 1906 - Rudolf Knietsch, chimico tedesco (n. 1854)
- 1907 - Carlo Lebrecht, imprenditore e politico italiano (n. 1843)
- 1908 - Stephen Lee, generale statunitense (n. 1833)
- 1910 - Kálmán Mikszáth, scrittore, giornalista e politico ungherese (n. 1847)
- 1910 - Emil Zuckerkandl, anatomista ungherese (n. 1849)
- 1912 - Paul Émile Lecoq de Boisbaudran, chimico francese (n. 1838)
- 1913 - John Lubbock, archeologo britannico (n. 1834)
- 1916 - Ivan Franko, poeta, scrittore e giornalista ucraino (n. 1856)
- 1916 - Albert Lavignac, teorico della musica e compositore francese (n. 1846)
- 1917 - Giovanni Randaccio, militare italiano (n. 1884)
- 1918 - Gustav von Kessel, generale prussiano (n. 1846)
- 1919 - Friedrich Merkel, anatomista e patologo tedesco (n. 1845)
- 1919 - Perry Owens, pistolero statunitense (n. 1852)
- 1919 - Hermann von Spaun, ammiraglio austro-ungarico (n. 1833)
- 1922 - Giovanni Capellini, geologo e paleontologo italiano (n. 1833)
- 1922 - John Munro Longyear, imprenditore e politico statunitense (n. 1850)
- 1925 - Arthur Gardiner Butler, entomologo, aracnologo e ornitologo britannico (n. 1844)
- 1925 - João Pinheiro Chagas, giornalista e politico portoghese (n. 1863)
- 1925 - John Edward Courtenay Bodley, saggista inglese (n. 1853)
- 1925 - Francisco A. de Icaza, poeta e storico messicano (n. 1863)
- 1926 - James Cantlie, medico britannico (n. 1851)
- 1926 - Johann von Zwehl, generale tedesco (n. 1851)
- 1927 - Boris Michajlovič Kustodiev, pittore e scenografo russo (n. 1878)
- 1928 - Pasquale Fosca, scultore italiano (n. 1852)
- 1928 - Martanda Bhairava Tondaiman, indiano (n. 1875)
- 1928 - Feliks Feliksovič Sumarokov-Ėl'ston, nobile e ufficiale russo (n. 1856)
- 1930 - Robert Bürkler, vescovo cattolico svizzero (n. 1863)
- 1930 - Louis-Henri-Joseph Luçon, cardinale e arcivescovo cattolico francese (n. 1842)
- 1931 - Carlo Cassola, economista italiano (n. 1879)
- 1931 - Regina Pinkert, soprano polacca (n. 1866)
- 1932 - Angelo De Vico, scultore italiano (n. 1853)
- 1932 - Jacqueline Marval, pittrice francese (n. 1866)
- 1933 - Julia Swayne Gordon, attrice statunitense (n. 1878)
- 1933 - Emanuele Filiberto di Villafranca-Soissons, nobile italiano (n. 1873)
- 1933 - Marga von Etzdorf, aviatrice tedesca (n. 1907)
- 1934 - Eugenie Besserer, attrice statunitense (n. 1868)
- 1934 - Eugenio Pellini, scultore italiano (n. 1864)
- 1936 - Mario Ghisleni, militare e carabiniere italiano (n. 1907)
- 1936 - Bertha Pappenheim, scrittrice e giornalista austriaca (n. 1859)
- 1936 - Cecil Thursby, ammiraglio inglese (n. 1861)
- 1937 - Alfred Adler, psichiatra, psicoanalista e psicologo austriaco (n. 1870)
- 1937 - Salvatore Pagliano, magistrato e politico italiano (n. 1852)
- 1939 - Hans Fahrni, scacchista svizzero (n. 1874)
- 1940 - Walter Connolly, attore statunitense (n. 1887)
- 1940 - Federico Carlo d'Assia-Kassel, sovrano (n. 1868)
- 1940 - Josef Meissner, allenatore di calcio cecoslovacco (n. 1886)
- 1941 - Antoni Julian Nowowiejski, arcivescovo cattolico polacco (n. 1858)
- 1942 - Giulio Bertoni, linguista, filologo e critico letterario italiano (n. 1878)
- 1942 - Władysław Karaś, tiratore a segno polacco (n. 1893)
- 1942 - Corrado Viali, militare italiano (n. 1918)
- 1943 - Kurt Lilien, attore tedesco (n. 1882)
- 1944 - Margaret Llewelyn Davies, scrittrice, saggista e attivista britannica (n. 1861)
- 1944 - Maria Giuseppina di Sassonia, nobildonna tedesca (n. 1867)
- 1944 - Michelangelo Peroglio, partigiano italiano (n. 1925)
- 1944 - Katri Vala, poetessa, traduttrice e insegnante finlandese (n. 1901)
- 1945 - Lothar van Gogh, calciatore olandese (n. 1888)
- 1946 - Otto Förschner, militare tedesco (n. 1902)
- 1946 - Johann Viktor Kirsch, militare tedesco (n. 1891)
- 1946 - Otto Moll, militare e criminale di guerra tedesco (n. 1915)
- 1946 - Friedrich Wilhelm Ruppert, militare tedesco (n. 1905)
- 1946 - João Sassetti, schermidore portoghese (n. 1892)
- 1946 - Claus Schilling, medico e criminale di guerra tedesco (n. 1871)
- 1946 - Vinzenz Schöttl, militare tedesco (n. 1905)
- 1947 - August Eigruber, militare austriaco (n. 1907)
- 1947 - Friedrich Entress, medico tedesco (n. 1914)
- 1947 - Viktor Zoller, ufficiale tedesco (n. 1912)
- 1947 - Evgenij Michajlovič Šnejder, regista cinematografico sovietico (n. 1897)
- 1948 - Unity Mitford, nobildonna inglese (n. 1914)
- 1950 - Marc Sangnier, giornalista e politico francese (n. 1873)
- 1950 - Vicente Sotto, politico, giornalista e scrittore filippino (n. 1877)
- 1951 - Queena Mario, soprano statunitense (n. 1896)
- 1952 - Ethel Grenfell, baronessa Desborough, nobildonna inglese (n. 1867)
- 1953 - Tatsuo Hori, scrittore, poeta e traduttore giapponese (n. 1904)
- 1953 - Gerhard Tappen, militare tedesco (n. 1866)
- 1954 - Achille Longo, compositore italiano (n. 1900)
- 1954 - Algoth Niska, calciatore finlandese (n. 1888)
- 1955 - Alessandro Valerio, cavaliere e militare italiano (n. 1881)
- 1956 - Richard Schnauder, scultore e disegnatore tedesco (n. 1886)
- 1958 - Nello Baroni, architetto italiano (n. 1906)
- 1958 - Pasquale Prestisimone, generale e politico italiano (n. 1894)
- 1958 - Mikuláš Schneider-Trnavský, compositore e direttore d'orchestra slovacco (n. 1881)
- 1958 - Leonardo Severi, funzionario e politico italiano (n. 1882)
- 1958 - Walter Wright, regista statunitense (n. 1885)
- 1959 - Aurelio Boza Masvidal, scrittore e critico letterario cubano (n. 1900)
- 1959 - George Chesebro, attore statunitense (n. 1888)
- 1959 - Ludlow Griscom, ornitologo statunitense (n. 1890)
- 1959 - Robert Morton Nance, linguista e scrittore britannico (n. 1873)
- 1959 - Charles Pélissier, ciclista su strada, pistard e ciclocrossista francese (n. 1903)
- 1959 - Lev Pyšnov, pianista russo (n. 1891)
- 1960 - Simon Harbaugh, golfista statunitense (n. 1873)
- 1961 - Gino Valori, regista, sceneggiatore e giornalista italiano (n. 1890)
- 1961 - Victor Vina, attore francese (n. 1885)
- 1961 - Louis Vivin, pittore francese (n. 1861)
- 1961 - Jan Vrba, scrittore ceco (n. 1889)
- 1962 - Hamid Idris Awate, politico e militare eritreo (n. 1910)
- 1962 - Giacomo Gaglione, religioso italiano (n. 1896)
- 1962 - Domenico Spoleti, politico italiano (n. 1893)
- 1963 - Ion Agârbiceanu, scrittore rumeno (n. 1882)
- 1963 - Stavros G. Livanos, armatore greco (n. 1891)
- 1963 - Luis Pérez González, calciatore messicano (n. 1906)
- 1964 - Amedeo Berdini, tenore italiano (n. 1919)
- 1964 - Giuseppe Di Blasio, ceramista e politico italiano (n. 1896)
- 1964 - Mehboob Khan, regista indiano (n. 1907)
- 1965 - Vladimir Rostislavovič Gardin, regista e attore russo (n. 1877)
- 1965 - Lydia Roberts, nutrizionista statunitense (n. 1879)
- 1966 - Carl Roth, cestista e allenatore di pallacanestro statunitense (n. 1909)
- 1967 - Félix Pozo, calciatore francese (n. 1899)
- 1968 - Antonio Conti, avvocato e commediografo italiano (n. 1897)
- 1968 - Corbett Davis, giocatore di football americano statunitense (n. 1914)
- 1968 - Kees van Dongen, pittore olandese (n. 1877)
- 1968 - Jean-Marie Gantois, presbitero belga (n. 1904)
- 1968 - Oswald Tower, dirigente sportivo statunitense (n. 1883)
- 1969 - Bruno Credaro, educatore, alpinista e politico italiano (n. 1893)
- 1969 - Knut Heyerdahl-Larsen, calciatore norvegese (n. 1887)
- 1969 - Uguccione Ranieri di Sorbello, giornalista, scrittore e militare italiano (n. 1906)
- 1969 - Rhys Williams, attore gallese (n. 1897)
- 1970 - Iuliu Hossu, cardinale e vescovo cattolico romeno (n. 1885)
- 1970 - Georgi Spirov Najdenov, calciatore bulgaro (n. 1931)
- 1970 - Trajko Rajković, cestista jugoslavo (n. 1937)
- 1971 - Audie Murphy, militare, scrittore e attore statunitense (n. 1925)
- 1971 - Jean Vilar, regista teatrale, attore e direttore teatrale francese (n. 1912)
- 1971 - Ora Washington, cestista e tennista statunitense (n. 1898)
- 1972 - Edoardo VIII del Regno Unito, re britannico (n. 1894)
- 1972 - Violette Leduc, scrittrice francese (n. 1907)
- 1973 - Hans Schmidt-Isserstedt, direttore d'orchestra e compositore tedesco (n. 1900)
- 1974 - Matthew Frew, aviatore britannico (n. 1895)
- 1974 - Francesco Fausto Nitti, antifascista e partigiano italiano (n. 1899)
- 1975 - Ezzard Charles, pugile statunitense (n. 1921)
- 1975 - Lung Chien, regista e attore hongkonghese (n. 1916)
- 1975 - Roy Roberts, attore statunitense (n. 1906)
- 1975 - Amedeo Sica, politico italiano (n. 1898)
- 1976 - Zainul Abedin, pittore bangladese (n. 1914)
- 1976 - Ray Hornberger, calciatore statunitense (n. 1898)
- 1977 - Alberto Giomo, politico italiano (n. 1917)
- 1977 - Vitol'd Vitold'ovič Jakimčik, compositore di scacchi sovietico (n. 1909)
- 1978 - Bernard Borderie, regista francese (n. 1924)
- 1978 - Ernest Cadine, sollevatore francese (n. 1893)
- 1978 - Ben Carré, scenografo e costumista francese (n. 1883)
- 1978 - Franco Patrignani, medico e politico italiano (n. 1901)
- 1978 - Enrico Simonetti, pianista, compositore e showman italiano (n. 1924)
- 1979 - Frank Fredrickson, hockeista su ghiaccio e allenatore di hockey su ghiaccio canadese (n. 1885)
- 1979 - Henry Johansson, hockeista su ghiaccio svedese (n. 1897)
- 1979 - Consuelo de Saint-Exupéry, artista e scrittrice salvadoregna (n. 1901)
- 1980 - Henriette Lannes, mistica e scrittrice francese (n. 1899)
- 1980 - Rolf Nevanlinna, matematico finlandese (n. 1895)
- 1980 - Walter Tobagi, giornalista e scrittore italiano (n. 1947)
- 1981 - Frank Berryman, generale australiano (n. 1894)
- 1981 - Henry Blanke, produttore cinematografico tedesco (n. 1901)
- 1981 - Giōrgos Karatzopoulos, allenatore di pallacanestro greco (n. 1912)
- 1981 - John Bryan Ward-Perkins, archeologo e storico dell'architettura britannico (n. 1912)
- 1981 - Mary Lou Williams, pianista, arrangiatrice e compositrice statunitense (n. 1910)
- 1981 - Stefan Wyszyński, cardinale e arcivescovo cattolico polacco (n. 1901)
- 1982 - Mario Casardi, ammiraglio italiano (n. 1915)
- 1982 - Boris Petrovič Čirkov, attore sovietico (n. 1901)
- 1982 - Enrico Colli, fondista italiano (n. 1896)
- 1982 - Grete Freund, cantante e attrice austriaca (n. 1885)
- 1982 - Alexander Hurd, pattinatore di velocità su ghiaccio canadese (n. 1910)
- 1982 - Wiesław Maniak, velocista polacco (n. 1938)
- 1982 - Carlo Miranda, matematico italiano (n. 1912)
- 1982 - Herbert Wagner, ingegnere austriaco (n. 1900)
- 1983 - Attila Sallustro, calciatore e allenatore di calcio paraguaiano (n. 1908)
- 1984 - D'Urville Martin, attore e regista statunitense (n. 1939)
- 1984 - Eric Morecambe, comico inglese (n. 1927)
- 1985 - Georges Devereux, antropologo e psicoanalista ungherese (n. 1908)
- 1985 - Juan Estrada, calciatore argentino (n. 1912)
- 1985 - Mafalda Pavia, pediatra e scrittrice italiana (n. 1902)
- 1985 - Loren Ryder, effettista statunitense (n. 1900)
- 1986 - Edip Cansever, poeta turco (n. 1928)
- 1986 - Marguerite Courtot, attrice statunitense (n. 1897)
- 1986 - Gunnar Hägg, chimico svedese (n. 1903)
- 1986 - Lea Ivanova, contralto e cantante bulgara (n. 1923)
- 1986 - Pier Carlo Landucci, presbitero e teologo italiano (n. 1900)
- 1986 - Borislav Milić, scacchista jugoslavo (n. 1925)
- 1986 - Enrico Piceni, critico d'arte, critico teatrale e traduttore italiano (n. 1901)
- 1986 - Lurene Tuttle, attrice statunitense (n. 1907)
- 1987 - Mario Galassi, calciatore italiano (n. 1917)
- 1987 - Charles Ludlam, commediografo, attore teatrale e regista teatrale statunitense (n. 1943)
- 1987 - Albert Ruimschotel, pallanuotista olandese (n. 1922)
- 1988 - Adolfo Contoli, calciatore, multiplista e ostacolista italiano (n. 1898)
- 1988 - Paolo Musolino, scacchista italiano (n. 1916)
- 1988 - Andrea Negrari, politico italiano (n. 1920)
- 1989 - Wally Anderzunas, cestista statunitense (n. 1946)
- 1989 - Baltasar Lopes da Silva, scrittore, poeta e linguista capoverdiano (n. 1907)
- 1989 - Ivan Palazzese, pilota motociclistico venezuelano (n. 1962)
- 1990 - Hussein Onn, politico malese (n. 1922)
- 1990 - Giorgio Manganelli, scrittore, traduttore e giornalista italiano (n. 1922)
- 1990 - Angela Vinay, bibliotecaria italiana (n. 1922)
- 1990 - Wilhelm Wagenfeld, designer tedesco (n. 1900)
- 1990 - Taiichi Ōno, ingegnere giapponese (n. 1912)
- 1991 - Wilhelmina Marguerita Crosson, docente e educatrice statunitense (n. 1900)
- 1991 - Mario Marchesani, generale italiano (n. 1908)
- 1991 - Walter Steinbauer, bobbista tedesco (n. 1945)
- 1992 - Bai Hong, attrice e cantante cinese (n. 1920)
- 1993 - Ugo Locatelli, calciatore italiano (n. 1916)
- 1993 - Horia Sima, politico rumeno (n. 1907)
- 1995 - Henning Kronstam, ballerino e direttore artistico danese (n. 1934)
- 1995 - Daniela Rocca, attrice cinematografica italiana (n. 1937)
- 1996 - Walter Brandi, attore e produttore cinematografico italiano (n. 1928)
- 1996 - George Kojac, nuotatore statunitense (n. 1910)
- 1996 - Pieter Johannes Sijpesteijn, papirologo olandese (n. 1934)
- 1997 - Sung Nak-woon, calciatore sudcoreano (n. 1926)
- 1998 - Emilio Argiroffi, politico e poeta italiano (n. 1922)
- 1998 - Phil Hartman, attore, comico e doppiatore canadese (n. 1948)
- 1998 - Giovanni Valetti, ciclista su strada italiano (n. 1913)
- 1998 - Bill Williams, autore di videogiochi e programmatore statunitense (n. 1960)
- 1999 - Salvatore Bono, militare italiano (n. 1920)
- 1999 - Giuseppe Carissimi, calciatore italiano (n. 1920)
- 1999 - Henry Carlsson, calciatore e allenatore di calcio svedese (n. 1917)
- 1999 - Aivars Drupass, calciatore lettone (n. 1963)
- 1999 - Theodorus Kok, compositore di scacchi olandese (n. 1906)
- 1999 - Jan Lebenstein, pittore polacco (n. 1930)
- 2000 - Vincentas Sladkevičius, cardinale e arcivescovo cattolico lituano (n. 1920)
- 2000 - Eric Turner, giocatore di football americano statunitense (n. 1968)
- 2000 - Francisco Vestil, cestista filippino (n. 1914)

## XXI secolo(129)
- 2001 - Tony Ashton, cantante britannico (n. 1946)
- 2001 - Francis Bebey, artista, musicista e scrittore camerunese (n. 1929)
- 2001 - Vito Laterza, editore italiano (n. 1926)
- 2001 - Francisco Varela, biologo, filosofo e neuroscienziato cileno (n. 1946)
- 2002 - Knut Andersen, calciatore norvegese (n. 1930)
- 2002 - Napoleon Beazley, assassino statunitense (n. 1976)
- 2002 - Grace Clawson, supercentenaria britannica (n. 1887)
- 2002 - David Parker Ray, criminale statunitense (n. 1939)
- 2002 - Jürgen Werner, calciatore tedesco (n. 1925)
- 2003 - Oleg Grigor'evič Makarov, cosmonauta sovietico (n. 1933)
- 2003 - Ilya Prigogine, chimico e fisico russo (n. 1917)
- 2003 - Martha Scott, attrice statunitense (n. 1912)
- 2004 - Vittore Branca, filologo, critico letterario e italianista italiano (n. 1913)
- 2004 - Gert Burkard, attore tedesco (n. 1939)
- 2004 - Derek Frigo, chitarrista statunitense (n. 1966)
- 2004 - Irene Manning, attrice e cantante statunitense (n. 1912)
- 2004 - Ernesto Quagliariello, medico italiano (n. 1924)
- 2005 - Rosette Batarda Fernandes, botanica portoghese (n. 1916)
- 2005 - Alfredo Bruno Frassinelli, dirigente sportivo e calciatore italiano (n. 1939)
- 2006 - Peterpaul Forcher, matematico austriaco (n. 1946)
- 2006 - Ivan Vasilev Ivanov, calciatore bulgaro (n. 1942)
- 2006 - Pompilio Mandelli, pittore italiano (n. 1912)
- 2006 - Thorleif Schjelderup, saltatore con gli sci norvegese (n. 1920)
- 2006 - Andrzej Skrzydlewski, lottatore polacco (n. 1946)
- 2006 - Franco Zauli, compositore, paroliere e pianista italiano (n. 1923)
- 2007 - Jörg Immendorff, pittore, scultore e scenografo tedesco (n. 1945)
- 2007 - Toshikatsu Matsuoka, politico giapponese (n. 1945)
- 2007 - Aldo Stella, storico italiano (n. 1923)
- 2008 - Luigi Caldana, calciatore italiano (n. 1929)
- 2008 - Sven Davidson, tennista svedese (n. 1928)
- 2009 - Hans Juurup, cestista estone (n. 1915)
- 2009 - Umberto Silvestri, lottatore, rugbista a 15 e allenatore di rugby a 15 italiano (n. 1915)
- 2009 - Juliette de Baïracli Levy, veterinaria e scrittrice britannica (n. 1912)
- 2010 - Josve Aiazzi, alpinista italiano (n. 1925)
- 2010 - Emanuele Aliotta, imprenditore italiano (n. 1939)
- 2010 - Eddie Barth, attore statunitense (n. 1931)
- 2010 - Gary Coleman, attore statunitense (n. 1968)
- 2010 - Enrico Mazzucchi, calciatore italiano (n. 1934)
- 2010 - Giuseppe Sapia, politico italiano (n. 1928)
- 2010 - Otello Scarpelli, fumettista italiano (n. 1928)
- 2011 - Hermann Bley, calciatore tedesco orientale (n. 1936)
- 2011 - Romual'd Klim, martellista sovietico (n. 1933)
- 2011 - Gino Valenzano, pilota automobilistico, imprenditore e scrittore italiano (n. 1920)
- 2012 - Vittorio Bracco, archeologo italiano (n. 1929)
- 2012 - Ed Burton, cestista statunitense (n. 1939)
- 2012 - Irina Ivanovna Poplavskaja, regista sovietico (n. 1924)
- 2012 - Ludovic Quistin, calciatore francese (n. 1984)
- 2012 - Jurij Susloparov, calciatore e allenatore di calcio sovietico (n. 1958)
- 2013 - Eddi Arent, attore e comico tedesco (n. 1925)
- 2013 - Nino Bibbia, skeletonista e bobbista italiano (n. 1922)
- 2013 - Régis Deparis, pittore francese (n. 1948)
- 2013 - Viktor Georgievič Kulikov, generale e politico sovietico (n. 1921)
- 2013 - Eddie Romero, regista e sceneggiatore filippino (n. 1924)
- 2013 - Guido Spadea, attore italiano (n. 1921)
- 2014 - Maurice Agulhon, storico francese (n. 1926)
- 2014 - Maya Angelou, poetessa, attrice e ballerina statunitense (n. 1928)
- 2014 - Azlan Shah di Perak, sovrano malaysiano (n. 1928)
- 2014 - Pierre Bernard, calciatore francese (n. 1932)
- 2014 - Malcolm Glazer, imprenditore statunitense (n. 1928)
- 2014 - Bob Houbregs, cestista e dirigente sportivo canadese (n. 1932)
- 2014 - Sandro Lunghi, politico e medico italiano (n. 1924)
- 2015 - Hans Bender, scrittore tedesco (n. 1919)
- 2015 - Silvia Bonucci, scrittrice e traduttrice italiana (n. 1964)
- 2015 - Jonas Čepulis, pugile sovietico (n. 1939)
- 2016 - Giorgio Albertazzi, attore e regista teatrale italiano (n. 1923)
- 2016 - David Cañada, ciclista su strada spagnolo (n. 1975)
- 2016 - Bryce Dejean-Jones, cestista statunitense (n. 1992)
- 2016 - Giuseppe Vaccarino, filosofo italiano (n. 1919)
- 2017 - Eric Broadley, dirigente sportivo, pilota automobilistico e progettista britannico (n. 1928)
- 2017 - Nanni Latini, pianista, compositore e critico d'arte italiano (n. 1930)
- 2017 - Liborio Sfalanga, circense italiano (n. 1931)
- 2017 - Graham Webb, ciclista su strada britannico (n. 1944)
- 2018 - Giuseppe Brienza, politico italiano (n. 1938)
- 2018 - Pippo Caruso, direttore d'orchestra, arrangiatore e compositore italiano (n. 1935)
- 2018 - Neale Cooper, allenatore di calcio e calciatore scozzese (n. 1963)
- 2018 - Serge Dassault, ingegnere, imprenditore e politico francese (n. 1925)
- 2018 - Semavi Eyice, storico dell'arte e archeologo turco (n. 1922)
- 2018 - Stevan Horvat, lottatore serbo (n. 1932)
- 2018 - Josh Martin, chitarrista statunitense (n. 1973)
- 2018 - Alberto Mieli, scrittore e superstite dell'Olocausto italiano (n. 1925)
- 2018 - María Dolores Pradera, cantante e attrice spagnola (n. 1924)
- 2018 - Dick Quax, mezzofondista e maratoneta neozelandese (n. 1948)
- 2018 - Jens Christian Skou, biochimico danese (n. 1918)
- 2018 - Michel Stolker, ciclista su strada olandese (n. 1933)
- 2018 - Cliff Tucker, cestista statunitense (n. 1989)
- 2018 - Ola Ullsten, politico e diplomatico svedese (n. 1931)
- 2019 - Fabio Calzavara, politico italiano (n. 1950)
- 2019 - Carmine Caridi, attore statunitense (n. 1934)
- 2019 - Innocenzo Chatrian, fondista italiano (n. 1927)
- 2019 - Alix Fils-Aimé, politico haitiano
- 2019 - Loris Lonardi, calciatore italiano (n. 1932)
- 2019 - Apolo Nsibambi, politico ugandese (n. 1940)
- 2019 - Edward Seaga, politico giamaicano (n. 1930)
- 2020 - Guy Bedos, attore e umorista francese (n. 1934)
- 2020 - Gustaaf De Smet, ciclista su strada belga (n. 1935)
- 2020 - Claude Goasguen, politico e avvocato francese (n. 1945)
- 2020 - Gustavo Guillén, attore argentino (n. 1962)
- 2020 - Claude Heater, baritono statunitense (n. 1927)
- 2020 - Bob Kulick, chitarrista e produttore discografico statunitense (n. 1950)
- 2020 - Lennie Niehaus, compositore e sassofonista statunitense (n. 1929)
- 2020 - Bob Weighton, supercentenario britannico (n. 1908)
- 2020 - Jaroslav Švach, calciatore ceco (n. 1973)
- 2021 - Malalin Bunnag, attrice thailandese (n. 1951)
- 2021 - William F. Clinger, politico statunitense (n. 1929)
- 2021 - Mark Eaton, cestista statunitense (n. 1957)
- 2021 - Benoît Sokal, fumettista e autore di videogiochi belga (n. 1954)
- 2021 - Giuseppe Viola, magistrato e dirigente sportivo italiano (n. 1930)
- 2022 - Walter Abish, scrittore statunitense (n. 1931)
- 2022 - Evaristo Carvalho, politico saotomense (n. 1941)
- 2022 - Bo Hopkins, attore statunitense (n. 1938)
- 2022 - Patrizia Lari, attrice italiana (n. 1933)
- 2022 - Marino Masè, attore italiano (n. 1939)
- 2022 - Bujar Nishani, politico albanese (n. 1966)
- 2022 - Ernesto Vecchi, vescovo cattolico italiano (n. 1936)
- 2023 - Frédéric Barbier, storico e bibliotecario francese (n. 1952)
- 2023 - Isa Barzizza, attrice italiana (n. 1929)
- 2023 - David Brewer, dirigente d'azienda britannico (n. 1940)
- 2023 - Antonio Gala, poeta, scrittore e drammaturgo spagnolo (n. 1930)
- 2023 - Piet de Zoete, allenatore di calcio e calciatore olandese (n. 1943)
- 2023 - Harald zur Hausen, medico tedesco (n. 1936)
- 2024 - Raúl Decaría, calciatore argentino (n. 1939)
- 2024 - Hub Reed, cestista statunitense (n. 1934)
- 2025 - Al Foster, batterista statunitense (n. 1943)
- 2025 - Ivanhoe Lo Bello, imprenditore e banchiere italiano (n. 1963)
- 2025 - Per Nørgård, compositore danese (n. 1932)
- 2025 - George Elwood Smith, fisico statunitense (n. 1930)
- 2025 - Ngugi wa Thiong'o, scrittore, poeta e drammaturgo keniota (n. 1938)
- 2025 - Francis Xavier Yu Soo-il, vescovo cattolico sudcoreano (n. 1945)
- 2025 - Nicola Zanelli, generale italiano (n. 1963)